# Rifugio Quintino Sella al Monviso
Il rifugio Quintino Sella al Monviso, noto più brevemente come rifugio Quintino Sella, è un rifugio situato nel comune di Crissolo (CN), in Valle Po nelle Alpi Cozie a 2640 m s.l.m.

## Storia
Il rifugio Quintino Sella fu costruito tra il 1904 ed il 1905, ed inaugurato il 23 luglio 1905. All'epoca era conosciuto come rifugio Quintino Sella al Lago Grande per distinguerlo da un secondo rifugio con lo stesso nome, il rifugio Quintino Sella superiore. Quest'ultimo si trovava nella parte alta del vallone delle Forciolline, a quota 2950 m, presso la fontana del Sacripante; fondato nel 1881 come rifugio Sacripante, venne ristrutturato nel 1886 e dedicato a Quintino Sella, scomparso l'anno precedente. 
Consisteva in una costruzione in muratura rivestita internamente di legno ed era dotato di due camere con stufa; le ridottissime dimensioni (5 m di lunghezza per 2,7 m di larghezza) però lo facevano assomigliare più ad un odierno bivacco che non ad un rifugio. Il rifugio Sella superiore rimase attivo, anche se come già detto più come un moderno bivacco, fino al 1932, quando fu distrutto da un incendio; restaurato e riaperto l'anno successivo, fu distrutto da valanghe nel 1936, e definitivamente abbandonato.
Il rifugio Sella attuale aveva in origine una capienza di 63 posti; fu ampliato una prima volta nel 1927 (ala Sud), ed una seconda tra il 1975 ed il 1979 (ala nord), portando la capienza massima a 145 posti, con 20 posti nel locale invernale. Nel 1956 fu costruita e consacrata, sul piazzale del rifugio, una cappella dedicata alla memoria dei caduti sul Monviso.
Come accennato, il rifugio è intitolato a Quintino Sella, fondatore del Club Alpino Italiano ed organizzatore della prima spedizione completamente italiana a giungere in vetta al Monviso.

## Caratteristiche

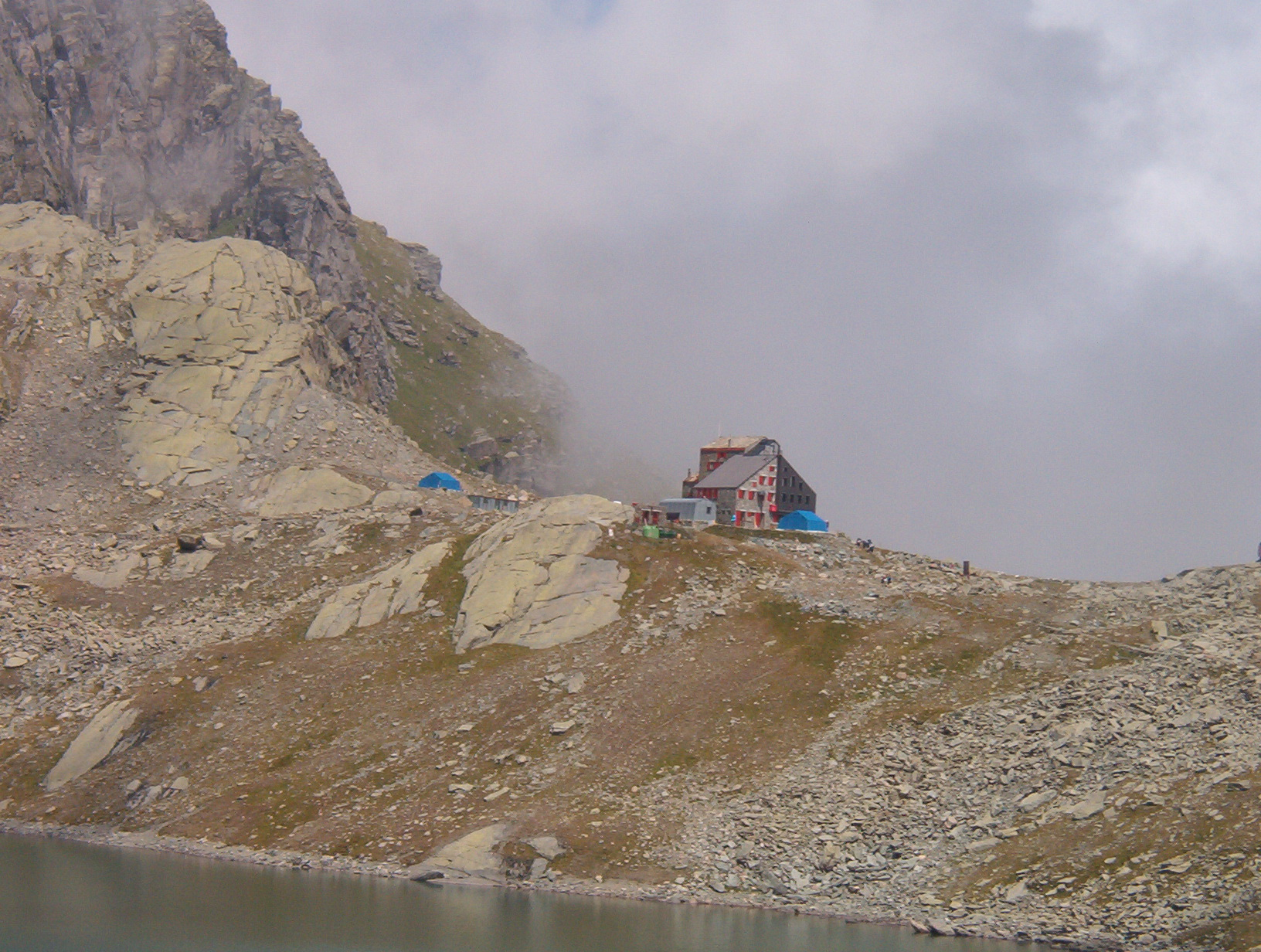
Vista del rifugio. Si intravede parte del Lago Grande di Viso

Il rifugio si trova in una conca sotto la parete est del Monviso, su un promontorio roccioso posto sopra il Lago Grande di Viso, che lo separa dalla parete della montagna.
Si tratta di una costruzione in pietra a tre piani, suddivisa in tre corpi costruttivi principali, costruiti in fasi successive.
È dotato di impianto elettrico alimentato da centralina idraulica. Offre servizio di bar, ristorante ed alberghetto, ed è dotato di docce e servizi igienici. La capienza standard è di 83 persone.

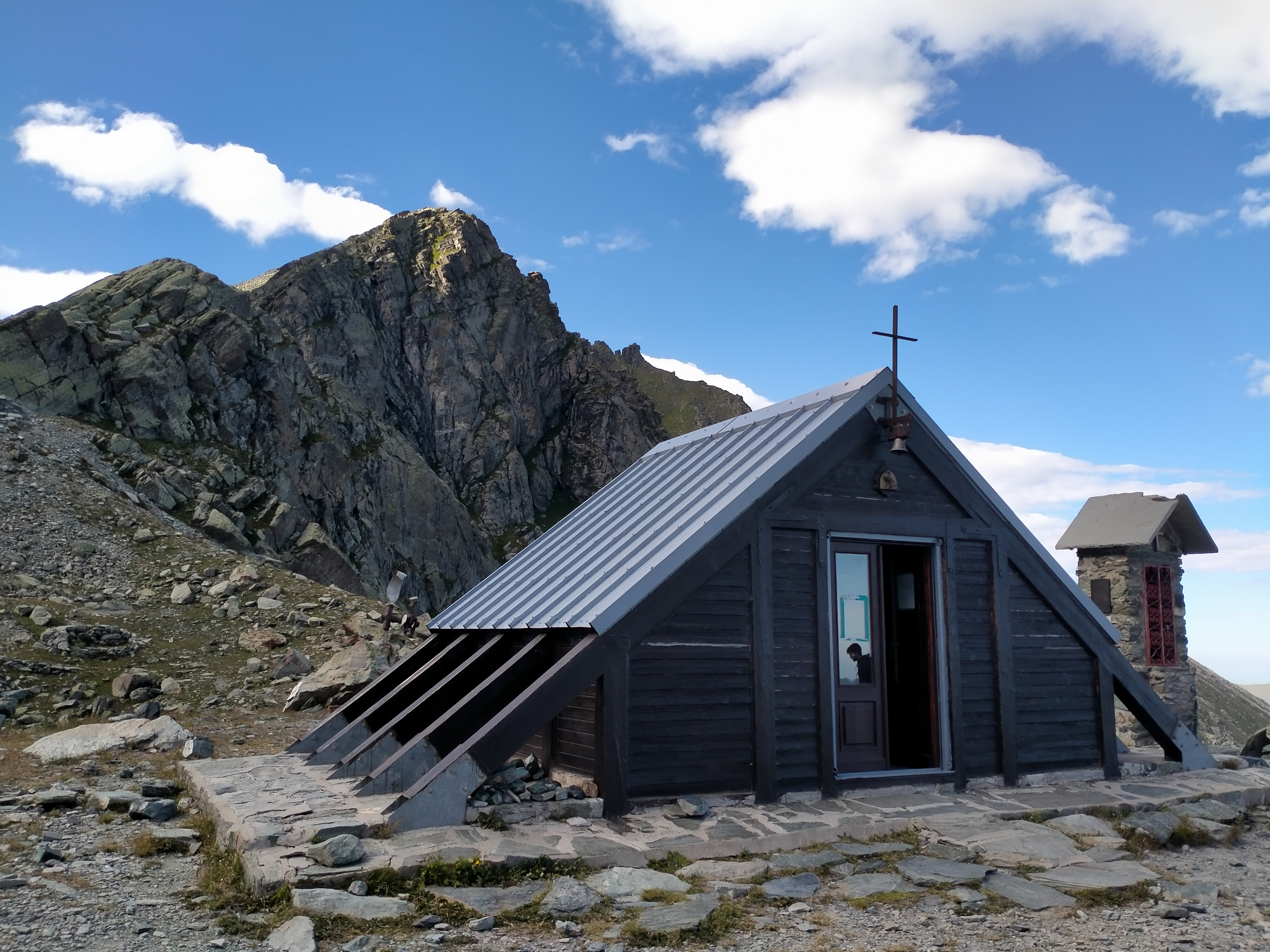
Chiesetta alpina Maria Regina presso il Rifugio Quintino Sella al Monviso

Nel 1956 è stata costruita una piccola cappella cattolica nelle pertinenze del rifugio, intitolata a Maria Regina e ristrutturata nel 1986. 
Dal 2007 il rifugio è dotato di collegamento Internet satellitare, realizzato dalla Regione Piemonte nell'ambito del programma Wi-Pie. È stata anche installata una webcam che, nel periodo di apertura, permette di avere una visuale aggiornata ogni 5 minuti sul versante Est del Monviso.

## Accesso

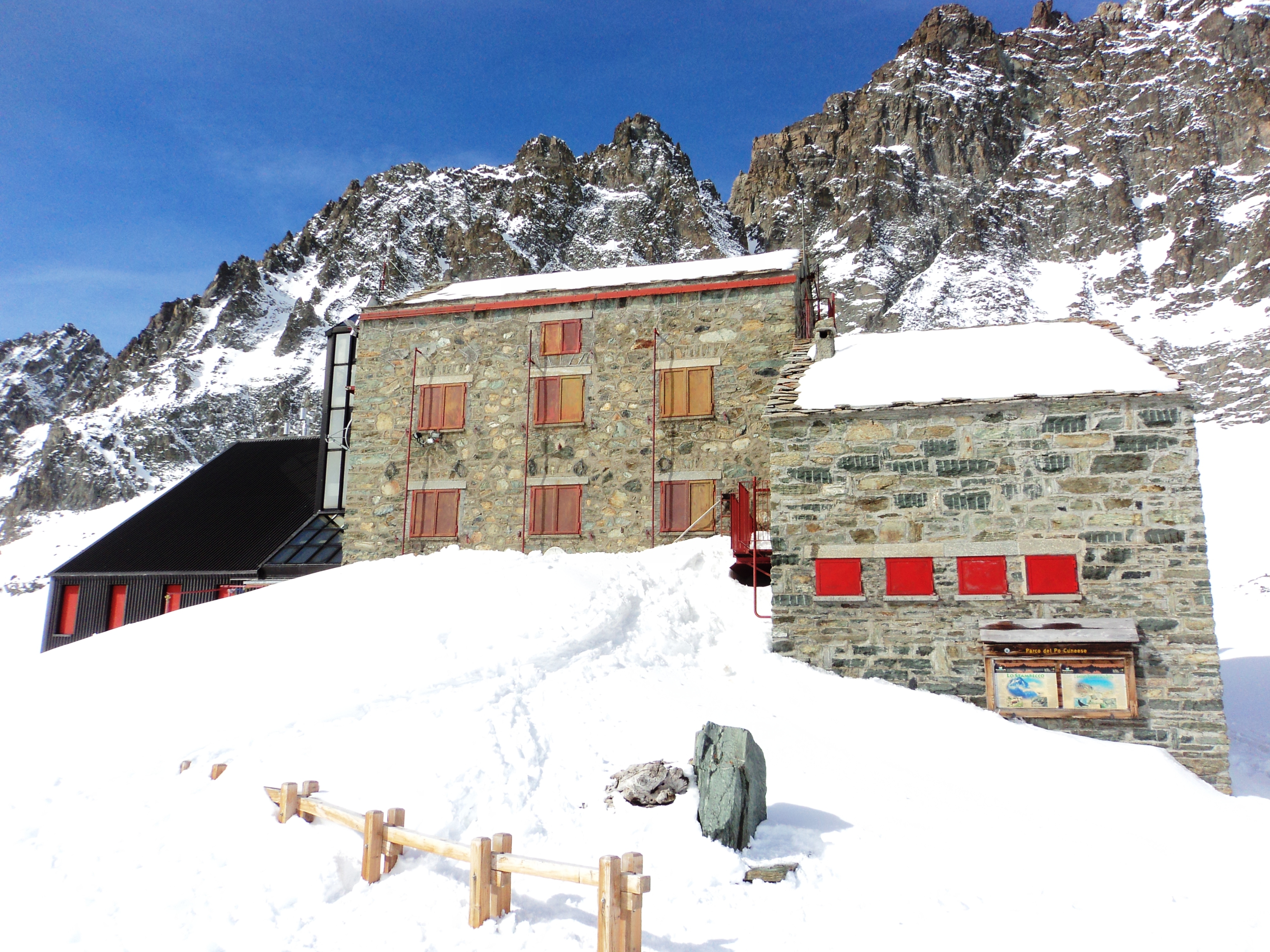
Il rifugio in livrea invernale con alle spalle i contrafforti del Monviso.

L'accesso "classico" al rifugio avviene da Pian del Re, seguendo il sentiero V13 (2.30 - 2.45 h). Altre possibili vie di accesso diretto (escludendo le traversate da altri rifugi) sono:
- da Pian della Regina (Pian Melzé), risalendo il vallone dei Quarti per riagganciarsi poi al sentiero V13 poco sopra il lago Chiaretto (3-3.30 h)[3]. Questa via è la più pratica d'inverno.
- dal paese di Crissolo, con il sentiero V9

## Ascensioni
È il punto di partenza classico per la salita in vetta al Monviso lungo la via normale (parete sud). È anche il punto d'appoggio principale per affrontare la salita al Monviso lungo la parete Est o per il canalone Coolidge.
Altre possibili ascensioni fattibili dal rifugio:
- Viso Mozzo - 3019 m
- Punta Roma - 3070 m
- Punta Trento - 2970 m
- Punta Dante - 3166 m
- Cima delle Lobbie - 3015 m

D'inverno, numerose sono le cascate di ghiaccio affrontabili sul versante Est del Viso, tra cui ricordiamo la salita al colle nord delle Cadreghe per il Couloir Claude.

## Traversate
È tappa del Giro di Viso, giro tutt'intorno al Monviso passando di rifugio in rifugio.
È anche punto di arrivo di una tappa della Grande Traversata delle Alpi (GTA), percorso escursionistico sulle Alpi Occidentali.
- Rifugio Vitale Giacoletti (2741 m) in alta Valle Po
- Rifugio Alpetto (2268 m) in alta Valle Po
- Rifugio Vallanta (2450 m) e Rifugio Gagliardone (2450 m) in alta valle Varaita
- Rifugio Viso (2460 m) nella valle del Guil (Francia).